# Eugenia Ravasio
Eugenia Elisabetta Ravasio (ur. 4 września 1907 w San Gervasio d’Adda, zm. 10 sierpnia 1990 w Anzio) – włoska zakonnica katolicka, misjonarka, założycielka centrum leczenia trędowatych na Wybrzeżu Kości Słoniowej, wizjonerka, która przekazała objawienia Boga Ojca.

## Życie

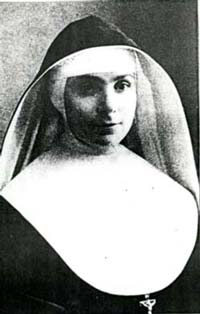

Eugenia Elisabetta Ravasio urodziła się 4 września 1907 roku w San Gervasio d’Adda (obecnie Capriate San Gervasio) w prowincji Bergamo. W dzieciństwie została cudownie uzdrowiona. Do pierwszej Komunii św. przystąpiła w 1913 roku, a rok później do bierzmowania. Uczęszczała jedynie do szkoły podstawowej.
W wieku dwudziestu lat, po ośmiu latach pracy w fabryce, wstąpiła do założonego w Lyonie zgromadzenia Sióstr Misjonarek Matki Bożej Apostołów (fr. Sœurs missionnaires de Notre-Dame des Apôtres). Po welacji i ślubach czasowych 8 grudnia 1931 roku, została odesłana do macierzystego domu w Venissieux koło Lyonu. Tu spoczywał na niej obowiązek sprzątania, palenia w piecu i zajmowania się garderobą przełożonych. Spotkała się z atmosferą głębokiego podzielenia i doświadczała zniewag. W lipcu i sierpniu 1932 roku doznała objawień Boga Ojca, które później zbadała komisja teologiczna. Pomimo wcześniejszych licznych trudności w klasztorze, w 1934 roku została mistrzynią nowicjatu, a dwa lata później, 7 sierpnia 1936 roku, matką generalną zgromadzenia .
Następnie przez dwanaście lat prowadziła działalność misyjną w różnych rejonach Afryki, Azji i Europy. Otworzyła nowicjaty zgromadzenia w licznych krajach misyjnych, m.in.: Dahomej, Wybrzeże Kości Słoniowej, Nigeria, Algieria, Liban. Założyła około siedemdziesiąt ośrodków ze szpitalem, szkołą i kościołem. Wprowadziła do użytku pierwsze, tradycyjne lekarstwo przeciw trądowi, które otrzymywała z ziarna rośliny tropikalnej Hydnocarpus wightianus, które potem zbadano i opracowano w Instytucie Pasteura w Paryżu.

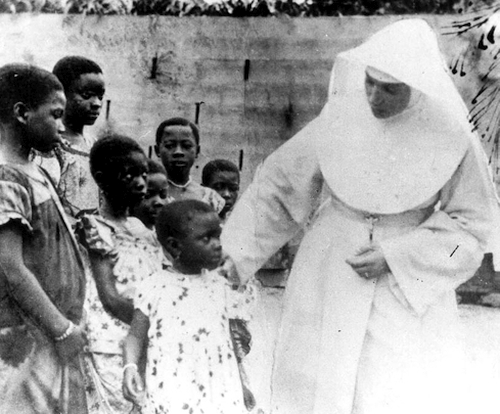
s. Eugenia E. Ravasio w Afryce

W 1942 roku zachęciła do pracy misyjnej Raoula Follereau, nazwanego Apostołem Trędowatych, który w oparciu o podwaliny przez nią położone, kontynuował jej pracę, zakładając wraz z siostrami zgromadzenia, wioski dla trędowatych, w których mogli być nie tylko leczeni i pielęgnowani, ale pracować i żyć jak inni ludzie, a każda rodzina miała domek z ogrodem.
W latach 1939–1941 zaprojektowała i zrealizowała w Adzopé (Wybrzeże Kości Słoniowej) „Miasto Trędowatych” – ogromne centrum przyjęć tych chorych o powierzchni 200 tys. m², które w latach 80. pozostawało przodującym tego typu centrum w Afryce i na świecie. Jego budowa ostatecznie zakończyła się w 1951 roku. Za to osiągnięcie w 1950 roku Francja przyznała zgromadzeniu, którego matka Eugenia była przełożoną generalną w latach 1935–1947, najwyższe odznaczenie za dzieła o charakterze społecznym Couronne Civique.
Po tym okresie spotykały ją nowe prześladowania. Pomimo jednogłośnego wyboru na kolejną 12-letnią kadencję, Kongregacja Rozkrzewiania Wiary zmusiła ją do podpisania natychmiastowej dymisji. Udała się do Marino, do jednej ze swoich fundacji, gdzie była jej powierzona na dwa lata piecza nad sierotami. Potem wysyłana została do Palermo, gdzie zajmowała się przychodnią i uczeniem religii. Arcybiskup Ernesto Ruffini powiedział do niej: Kiedyś była siostra kamieniem węgielnym Instytutu, teraz jest siostra kamieniem zawadzającym, kłodą. Proszę zostawić Instytut Matki Apostołów i założyć inny, Instytut Jedności. Daję na to jeden miesiąc.
W 1953 roku została zobowiązana odesłać do Palermo habit, welon i obrączkę. W zamian za to otrzymała walizkę, w której znajdowała się bluzka bez rękawów, krótka spódniczka i inne świeckie wyposażenie. Zwrócono jej też 16 tysięcy lirów, które wniosła do zgromadzenia, dzięki którym zapłaciła za leczenie w szpitalu i kupiła materiał na uszycie stosownej sukni .
Pomoc otrzymała od dawnych przyjaciół z Francji oraz od św. o. Pio z Pietrelciny, który poradził jej: Jedź do Rzymu! Moi duchowi synowie ci pomogą!. Do końca życia wspierał ją kapucyn, o. Andrea D’Ascanio, który opublikował w 1983 roku szkic jej biografii (drugie wydanie w 1989) . W Rzymie i w Anzio, gdzie spędziła ostatnie 10 lat życia, zajmowała się grupą 40 opuszczonych dzieci. Pod koniec życia została aresztowana i pozostawała uwięziona przez 4 miesiące, w większości w izolatce. Oskarżono ją o stworzenie nowego zakonnego instytutu, którego celem miało być rzekomo „osiąganie niedozwolonych korzyści materialnych przez wyłudzanie pieniędzy i żebranie pod pretekstem religijnym”, a także bezprawne chodzenie w habicie. Nałożono na nią karę w wysokości 100 milionów lirów. Opuszczając areszt powiedziała: Chętnie bym tu została. Nigdy nie byłam tak szczęśliwa, jak w więzieniu .
Założony i prowadzony przez nią żeński instytut zakonny Associazione Missionaria „Unitas in Christo ad Patrem” pozostawał nieformalny aż do jej śmierci, a obecnie jest kanonicznie zatwierdzony z domem macierzystym w Anzio, w diecezji Albano. Matka Eugenia zmarła w dniu 10 sierpnia 1990 roku .

## Objawienia Boga Ojca
W lipcu i sierpniu 1932 roku siostra Eugenia Ravasio doznała serii objawień Boga Ojca. Orędzie od Niego otrzymane za jej pośrednictwem zostało opublikowane pod tytułem Bóg Ojciec mówi do Swoich dzieci . Jest to jedyne objawienie otrzymane od Boga Ojca, uznane przez Kościół. Treścią orędzia jest wezwanie do odrzucenia „przesadnego lęku” przed Nim, aby „był znany, kochany i czczony przez ludzi”, „takim jaki jest”, czyli miłującym Ojcem oraz by pierwsza niedziela sierpnia, lub 7 sierpnia był dniem liturgicznego święta ku czci Boga Ojca.
W latach 1934–1935 objawienia te badała komisja teologiczna. Jeden z jej członków, ks. dr Émile Guerry, późniejszy kierownik duchowy siostry Eugenii Ravasio i arcybiskup Cambrai, zainspirowany tymi objawieniami w 1935 roku napisał książkę Do Ojca, rozwijającą ich treść w oparciu o Pismo Święte, która była w kolejnych latach wielokrotnie wydawana i tłumaczona na różne języki, w tym polski .

## Opinia ordynariusza
Biskup Alexandre Caillot, ordynariusz diecezji Grenoble, na terenie której znajdował się dom macierzysty zgromadzenia, w którym przebywała siostra Eugenia w czasie objawień, po dziesięciu latach badań kanonicznych opublikował świadectwo, w którym potwierdził heroiczność cnót siostry, poprawność teologiczną objawień Boga Ojca oraz ich nadprzyrodzony charakter. W dokumencie tym napisał m.in.:
- Od pierwszych chwil życia zakonnego Siostra przyciągała uwagę przełożonych pobożnością, posłuszeństwem, pokorą. [...] Wiele okoliczności pozwalało także odkryć, że Siostra była zdolna do praktykowania cnót w sposób heroiczny – jak poświadczają teolodzy – zwłaszcza posłuszeństwa i pokory.
- Jeżeli uwydatniam cechy jej inteligencji, osądu i woli, zdolności administracyjne to dlatego, że wydaje mi się, iż definitywnie rozpraszają wszystkie hipotezy formułowane podczas procesu, których nie można było utrzymać: hipotezy o halucynacji, złudzeniach, spirytyzmie, histerii, obłędzie.
- Przedmiot misji, który byłby powierzony Matce Eugenii jest sprecyzowany i z doktrynalnego punktu widzenia wydaje mi się słuszny i stosowny. [...] Nie widzę, jak można by po ludzku wytłumaczyć odkrycie przez Siostrę idei, której oryginalność i owocność dociekliwi teolodzy bardzo powoli dopiero dostrzegali.
- Wedle mej duszy i sumienia, w najżywszym poczuciu odpowiedzialności wobec Kościoła oświadczam: jedynie przyjmując interwencję nadprzyrodzoną i Boską, można dać logiczne i zadowalające wyjaśnienie ogółu wydarzeń. To wyjątkowe wydarzenie, pozbawione wszystkiego, co je otacza, wydaje mi się pełne szlachetności, podniosłości i nadprzyrodzonej owocności.
- Wierzę, iż Siostra dostarcza nam wielkiego dowodu autentyczności misji przez sposób, w jaki stosuje w realnym życiu piękną, przypominaną nam przez siebie doktrynę. Uważam za właściwe pozwolić jej kontynuować to dzieło. Wierzę, że jest w nim palec Boży i – po 10 latach badania, rozważania i modlitwy – błogosławię Ojca, że zaszczycił wyborem moją diecezję, jako miejsce tak wzruszających objawień Jego miłości[10].